# ديجيمون وورلد 4
ديجيمون وورلد 4 (بالإنجليزية: Digimon World 4)‏، (باليابانية: デジモンワールド4، بالروماجي: Dejimon Wārudo Tsu) المعروفة أيضاً باسم ديجيمون وورلد إكس هي لعبة فيديو وهي ثاني ألعاب سلسلة الديجيمون في بلاي ستيشن 2 وإكس بوكس ونينتندو جيم كيوب، تم تطويرها ونشرها من قبل شركة بانداي في 4 يناير 2005.